# 你不知道的故事
《你不知道的故事》（日语：／ Kimi no Shiranai Monogatari）是supercell的第1首單曲，於2009年8月12日由Sony Music Records發行。

## 背景
《你不知道的故事》於發行前的2009年7月被用作動畫《化物語》的片尾曲。在這之前，supercell發行了以語音合成軟件初音未來製作的同名專輯《supercell》。不過，其後發行的這張單曲不再使用初音未來，而是以女歌手nagi為主唱，為supercell首個不使用初音未來的作品。nagi曾以Gazelle（ガゼル）之名於NICONICO動畫上載自己演唱的歌曲，為該網站的著名歌手。寫下《你不知道的故事》的ryo本來就是nagi（Gazelle）的支持者。ryo於2007年12月首次上載歌曲《Melt》（メルト）到NICONICO動畫後，nagi在大約一天後上載了自己的翻唱版本。nagi亦很喜歡ryo的歌曲，曾跟ryo談過合作事宜。
對於主唱由軟件變成真人，ryo指雖然他未能絕對控制歌中每個詞彙的語調，但加上人性化的元素可以令聽者有更多共鳴。ryo製作樣本歌曲時使用了初音未來，但考慮到人類有音域的限制，故希望用盡歌手的音域。不過，由於nagi本身的音域相當廣闊，所以最後沒有對歌曲的音域作任何修改。他亦指出如果在卡啦OK唱一下，就會明白這首歌十分難唱。

## 製作
ryo指他在寫歌詞時並沒有跟著《化物語》的故事來寫，因為他覺得如果這樣，《化物語》原著輕小說的作者西尾維新就不能好好享受這首歌。因此，他最後只借用故事舞台，然後寫下另一個故事。

## 發行與反應
這張單曲分為通常盤和初回生產限定盤，共兩種形式發行。其中初回生産限定盤附送了DVD，收錄了《你不知道的故事》的音樂影片和單曲的廣告影片；以及《化物語》的貼紙。
單曲於發行首周取得Oricon公信榜單曲周榜的第5位，然後於下一周再位於10位以內，得第6位。這張單曲發行後2個月以上都打進該排行榜的頭20位。此外，單曲於Billboard Japan Hot 100以第9位初次上榜。《你不知道的故事》的全曲付費下載於2010年1月獲日本唱片協會認證為金，即下載次數超過10萬次；其後單曲CD本身亦於同年2月獲認證為金，即出貨量超過10萬張。
2019年，《你不知道的故事》獲得平成動畫歌曲大賞中的作品賞（2000年－2009年）。

## 歌曲列表
| Disc 1-CD | Disc 1-CD                     | Disc 1-CD |
| 曲序      | 曲目                          | 时长      |
| --------- | ----------------------------- | --------- |
| 1.        | 你不知道的故事（君の知らない物語）            | 5:41      |
| 2.        | LOVE & ROLL                   | 4:54      |
| 3.        | theme of “CENCOROLL”          | 1:25      |
| 4.        | 你不知道的故事 -TV Edit-      | 1:33      |
| 5.        | 你不知道的故事 -Instrumental- |           |

| Disc 2-DVD（限量版） | Disc 2-DVD（限量版） |
| 曲序                 | 曲目                 |
| -------------------- | -------------------- |
| 1.                   |                      |
| 2.                   |                      |

## 註腳
1. ↑  原網址：Melt （页面存档备份，存于）

## 外部連結
- supercell官方網站介紹頁面（页面存档备份，存于）（日語）
- 《你不知道的故事》YouTube官方MV （页面存档备份，存于）（日語）